# 찰스 시오피
찰스 초피(Charles Cioffi, 1935년 10월 31일 ~ )는 미국의 배우이다.

## 생애
뉴욕에서 태어나 미시간 주립 대학교를 다녔고 시그마키 사교 모임의 일원이 되었다.
그는 1971년 영화 《샤프트》에서 빅 앤드로지 경위 역을, 같은 해 영화 《콜걸》에서 피터 케이블 역을 맡았다.
그는 짧지만 기억에 남을만한 악역을 맡은 《우리 생애 나날들》을 비롯하여 《코작》, 《프레이저》, 《윙스》, 《엑스파일》, 《뉴욕경찰 24시》, 《하와이 파이브-O》 등 다양한 텔레비전 시리즈에서 활동하였다. 《로앤오더: 범죄 전담반》에서 범죄 조직 두목 프랭크 마수치 역을 맡기도 했다.
브로드웨이 안팎으로 여러 공연에도 출연하였다.
엑스박스 360 비디오 게임 《기어즈 오브 워 2》에서 체어맨 프레스콧의 음성을 담당하였다.

## 출연 작품
- 클루트
- 미싱
- 콜걸 (1971년 영화)
- 샤프트 (1971년 영화)
- 럭키 루치아노 (영화)
- 깊은 밤 깊은 곳에
- 절망속에 핀 사랑
- 미래의 추적자
- 의문의 실종
- 뜨거운 가슴으로 내일을
- 레모 (1985년 영화)
- 뉴스보이 (영화)
- 러브 어게인 (1992년 영화)
- 샤도우 프로그램

### 텔레비전
- 보난자 (드라마)
- 하와이 파이브-O
- 원더우먼 (1975년 드라마)